# جون د. ستيفنز
جون د. ستيفنز (بالإنجليزية: John D. Stevens)‏ هو معلم موسيقى وملحن أمريكي، ولد في 1951.

## وصلات خارجية
- جون د. ستيفنز على موقع ميوزك برينز (الإنجليزية)
- جون د. ستيفنز على موقع ديسكوغز (الإنجليزية)